# Osowa-Kolonia (Osowa)
Osowa-Kolonia (dawn. Osowa-Towarzystwo) – część wsi Osowa w Polsce, położona w województwie łódzkim, w powiecie wieruszowskim, w gminie Galewice. 
W latach 1975–1998 miejscowość administracyjnie należała do województwa kaliskiego.
Dawniej samodzielna wieś w gminie Galewice w powiecie wieluńskim.